# MPS Records
La MPS Records è stata una etichetta discografica tedesca fondata nel 1968 da Hans Georg Brunner-Schwer. MPS sta per "Musik Produktion Schwarzwald" (Produzione musicale della Foresta Nera).

## Storia
Originariamente con sede a Villingen, la MPS fu fondata come successore dell'etichetta discografica SABA da Hans Georg Brunner-Schwer, Joachim-Ernst Berendt, Willy Fruth e Achim Hebgen (che lavoravano anche come produttori). Fondata nel 1968, la MPS è stata la prima etichetta tedesca a pubblicare esclusivamente registrazioni jazz. MPS ha prodotto e pubblicato album di artisti jazz americani, canadesi, europei e giapponesi. Sono state pubblicate anche registrazioni del JazzFest Berlin, del Donaueschingen Festival e del New Jazz Meeting di Baden-Baden. Oltre alle proprie produzioni, MPS ha anche concesso in licenza e distribuito registrazioni da altre compagnie.

### Artisti
Gli artisti sotto contratto con la MPS comprendevano Oscar Peterson, Hans Koller, Horst Jankowski, George Duke, Erwin Lehn, Volker Kriegel, Albert Mangelsdorff, the Singers Unlimited, Wolfgang Dauner, the Kenny Clarke/Francy Boland Big Band, Jean-Luc Ponty, Lee Konitz, Charlie Mariano, Alphonse Mouzon, Monty Alexander, Dave Pike e Art Van Damme. Lo spettro stilistico è ampio, dallo swing al free jazz, al jazz rock e ai precursori dell'ethno jazz.
I tratti distintivi delle pubblicazioni MPS erano l'alta qualità delle registrazioni: parte della produzione è stata effettuata nell'atmosfera privata del salotto del fondatore dell'etichetta Brunner-Schwer. Il design accattivante delle copertine e il dettaglio delle informazioni sugli artisti, strumenti e spettacoli. Alcune di queste registrazioni sono state ripubblicate su CD.

### Distribuzione
L'etichetta è stata distribuita dalla BASF dal 1971, poi dalla Metronome Music GmbH di Amburgo dal 1974. Nel 1983 Brunner-Schwer vendette i diritti alla Philips, che poi li trasferì alla Polydor. Nel 1993 la filiale della Polydor Motor Music iniziò a pubblicare registrazioni individuali su CD. Nel 1999, la Universal Music Group iniziò le ristampe. Dal 2000 la Speakers Corner Records ha pubblicato ristampe in vinile di singoli album MPS con la loro copertina originale.
Nel 2012 la Universal ha scorporato l'etichetta, con l'acquisizione di MPS da parte di Edel AG nel gennaio 2014.